# Гедала
Гедала — берберское племя, проживавшее в VIII—XI веках в Сахаре. Входили в конфедерацию Санхаджи. В середине XI века, после многолетнего сопротивления, вынуждены были войти в племенной союз, возглавляемый альморавидами.  

## История
Племя джазула добывали залежи соли вдоль побережья к северу от устья реки Сенегал и контролировали прибрежный торговый путь, связывающий регион с южным Марокко. Регион Гвадала граничит с провинцией Такор на юге, которая торговала добытой солью вдоль северного берега Сенегала. 
Гедал по происхождению Яхья ибн Ибрахим вследствие женитьбы перешел в племя лемтуны и в конце концов стал вождем этого племени. В 1036 году Яхья предпринял паломничество в Мекку. Решив, что у них на родине дело обстоит очень плохо, как в отношении познания истинного вероучения, так и относительно исполнения религиозных обязанностей он призвал к себе учителя — исламского теолога Абдуллах ибн Ясина из города Сиджильмаса. После смерти Яхьи Абдулла с несколькими своими последователями вынужден был удалиться из племени.
К 1042—1043 годам Абдуллах ибн Ясин набрал достаточное количество приверженцев, чтобы самому начать борьбу с берберскими племенами Сахары (лемтуны, гедала и другими). Покорение этих племён было фактически завершено к 1053 или 1055 годам, после чего Абдулла двинул соединённых берберов на Магриб, начав экспансию альморавидов. 